# Вулька-Босовська
Вулька-Босовська (пол. Wólka Bosowska) — село в Польщі, у гміні Ґнойно Буського повіту Свентокшиського воєводства.
Населення — 126 осіб (2011).
У 1975-1998 роках село належало до Келецького воєводства.

## Демографія
Демографічна структура на день 31 березня 2011 року:
|          | Загалом | Допрацездатний вік | Працездатний вік | Постпрацездатний вік |
| -------- | ------- | ------------------ | ---------------- | -------------------- |
| Чоловіки | 68      | 16                 | 40               | 12                   |
| Жінки    | 58      | 8                  | 28               | 22                   |
| Разом    | 126     | 24                 | 68               | 34                   |